# Centro-Sagrario
Centro-Sagrario es un barrio de la ciudad de Granada, España, perteneciente al distrito Centro. Está situado en el centro de la ciudad y limita al norte con los barrios de Pajaritos y San Ildefonso; al este, con los barrios del Albaicín y San Pedro; al sur, con los barrios de San Matías-Realejo; y al oeste, con el barrio de Camino de Ronda. Tiene una población estimada de 16.028 habitantes.

## Lugares de interés
- Catedral de Granada
- Alcaicería de Granada
- Palacio de la Madraza
- Monasterio de San Jerónimo
- Plaza de Bib-Rambla
- Puerta Real
- Convento de Ntra. Sra. de la Piedad, Sancti Spiritus y Santa Catalina de Siena.
- Iglesia del Sagrado Corazón
- Parroquia de San Andrés.
- Santuario del Perpetuo Socorro.
- Basílica de San Juan de Dios.
- Hospital San Rafael.
- Parroquia San Justo y Pastor.
- Iglesia de Santiago (Servicio doméstico).
- Parroquia de Nuestra Señora de Gracia.
- Parroquia de Santa María Magdalena.
- Plaza de la Trinidad
- Plaza de los Lobos